# Farrer Herschell, 1. Baron Herschell

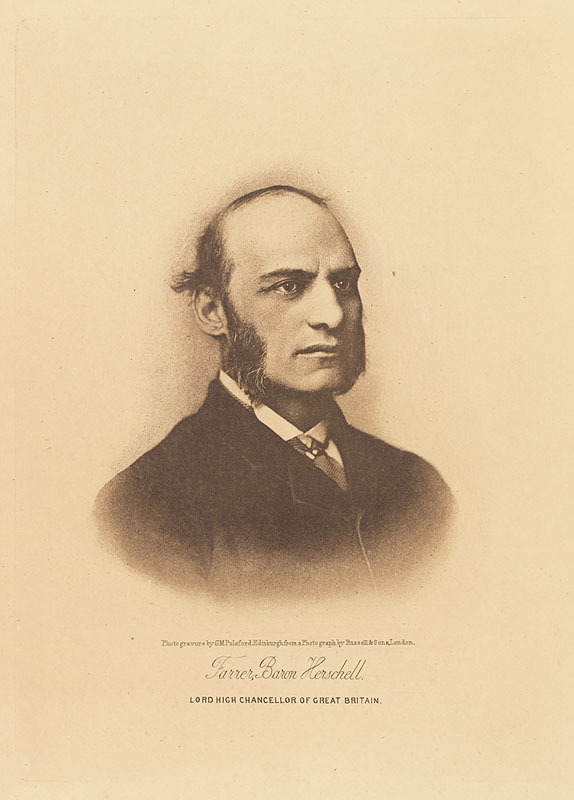
Farrer Herschell, 1. Baron Herschell

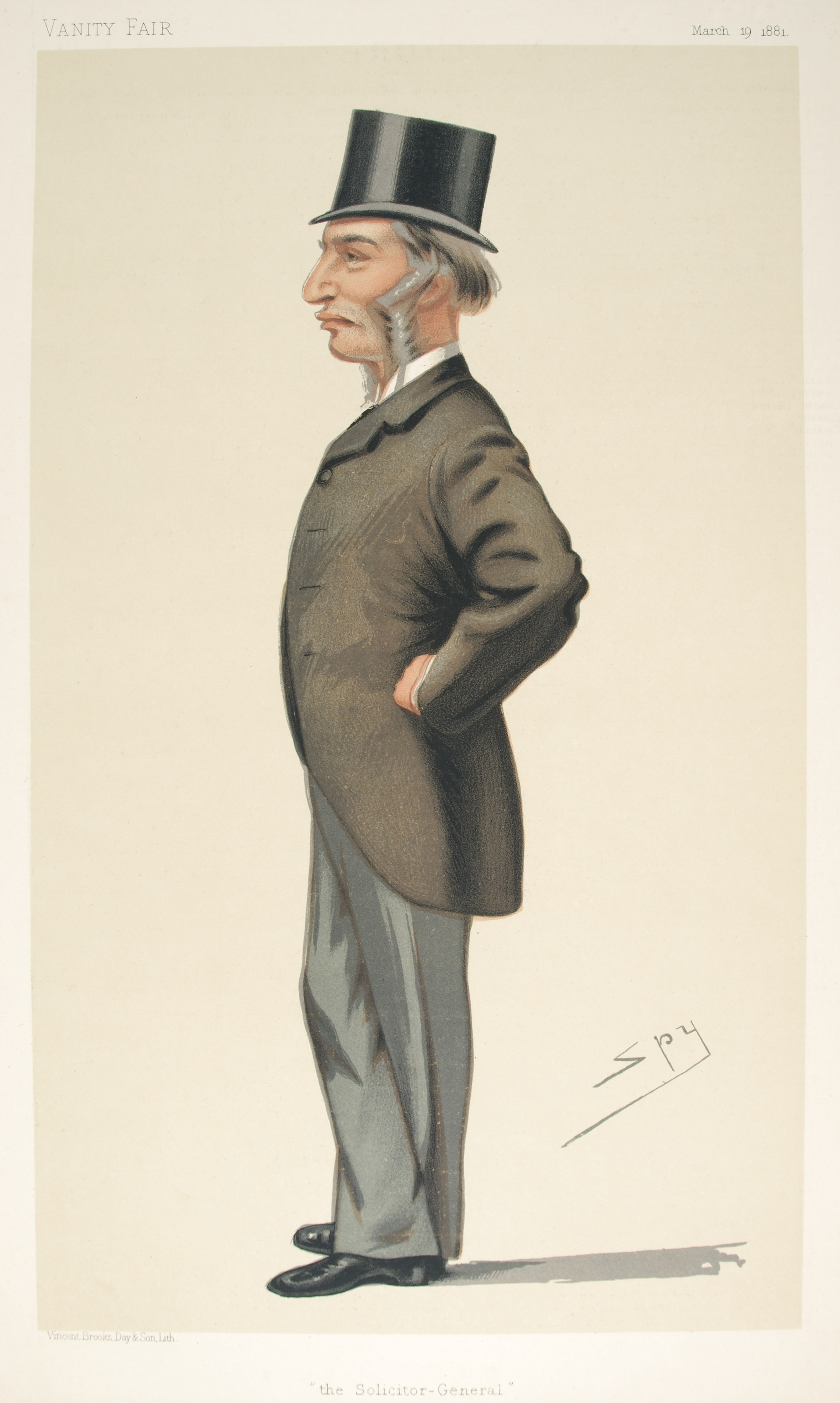
Herschell als Solicitor General in einer Karikatur des Magazins Vanity Fair (9. März 1881)

Farrer (Farrar) Herschell, 1. Baron Herschell PC QC (* 2. November 1837; † 1. März 1899 in Washington, D.C.) war ein britischer Jurist und Politiker der Liberal Party, der unter anderem elf Jahre lang Abgeordneter des House of Commons sowie 1886 zwischen 1892 und 1895 Lordkanzler (Lord High Chancellor) war.

## Leben

### Rechtsanwalt, Unterhausabgeordneter und Solicitor General
Farrer, Sohn des Geistlichen Reverend Ridley Henry Herschell, absolvierte nach dem Schulbesuch ein Studium der Rechtswissenschaften am University College London und nahm nach seiner anwaltlichen Zulassung bei der Anwaltskammer (Inns of Court) von Lincoln’s Inn 1860 eine Tätigkeit als Barrister auf. Für seine anwaltlichen Verdienste wurde er 1872 sogenannter „Bencher“ der Anwaltskammer von Lincoln’s Inn sowie Kronanwalt (Queen’s Counsel). Nach Beendigung der anwaltlichen Tätigkeit war er zwischen 1873 und 1880 Stadtrichter (Recorder) von Carlisle.
Am 13. Juni 1874 wurde Herschell als Kandidat der Liberal Party erstmals zum Abgeordneten des House of Commons gewählt und vertrat dort bis zum 24. November 1885 den Wahlkreis Durham.
Herschell wurde 1880 Nachfolger von Hardinge Giffard als Solicitor General und war als solcher bis zu seiner Ablösung durch John Eldon Gorst am 2. Juli 1885 Stellvertreter des Generalstaatsanwalts (Attorney General) und damit einer der wichtigsten Berater der Krone und der Regierung von Premierminister William Ewart Gladstone.

### Zweimaliger Lordkanzler, Oberhausmitglied und Kanzler der Universität London
Am 6. Februar 1886 übernahm er als Nachfolger von Hardinge Giffard, 1. Baron Halsbury, das Amt des Lordkanzlers (Lord High Chancellor) in der zweiten Regierung von Premierminister Gladstone und bekleidete dieses Amt bis zum 20. Juli 1886. Kurz nach Amtsantritt wurde Herschell durch ein Letters Patent vom 8. Februar 1886 als Hereditary Peer mit dem Titel 1. Baron Herschell of the City of Durham erhoben und gehörte damit auch dem House of Lords als Mitglied an. Zugleich wurde er 1886 Mitglied des Privy Council.
Herschell, dem verschiedene Ehrendoktorwürden als Doctor of Civil Law (D.C.L.) sowie als Doctor of Law (LL.D.) verliehen wurden, war zeitweise Lord Lieutenant von Kent sowie der County Durham.
In der dritten Regierung von Premierminister Gladstone übernahm er wiederum als Nachfolger von Hardinge Giffard, 1. Baron Halsbury, am 18. August 1892 wieder das Amt des Lordkanzlers und behielt diese Funktion auch in der darauf folgenden Regierung von Premierminister Archibald Philip Primrose, 5. Earl of Rosebery bis zum Ende von dessen Amtszeit am 21. Juni 1895. Nachfolger wurde erneut der 1. Baron Halsbury.
Herschell, der für seine langjährigen Verdienste 1893 als Knight Grand Cross des Order of the Bath (GCB) ausgezeichnet wurde, übernahm 1893 als Nachfolger des verstorbenen Edward Henry Stanley, 15. Earl of Derby auch die Funktion als Kanzler der Universität London und bekleidete dieses Amt bis zu seinem Tod am 1. März 1899. Nachfolger wurde anschließend John Wodehouse, 1. Earl of Kimberley.
Aus der am 20. Dezember 1876 geschlossenen Ehe mit Agnes Adela Porcher gingen vier Kinder hervor, darunter als ältestes Kind und einziger Sohn Richard Farrer Herschell, 2. Baron Herschell, der nach dem Tod seines Vaters den Titel als 2. Baron Herschell erbte. Während die älteste Tochter bereits als Kleinkind verstarb, war die zweite Tochter Agnes Freda Herschell mit Archibald Williamson, 1. Baron Forres und die jüngste Tochter Muriel Fanny Herschell mit Brigadegeneral Ralph Maximilian Yorke verheiratet, ein Sohn des langjährigen Unterhausabgeordneten der Conservative Party, John Yorke.